# 马尔克洛
马尔克洛（法語：Marclopt，法語發音：[maʁklo]）是法国卢瓦尔省的一个市镇，位于该省中部，卢瓦尔河右岸，属于蒙布里松区。

## 地理
马尔克洛（45°39'54"N, 4°12'34"E）面积8.43 平方千米，位于法国奥弗涅-罗讷-阿尔卑斯大区卢瓦尔省，该省份为法国中南部省份，北起顺时针与索恩-卢瓦尔省、罗讷省、伊泽尔省、阿尔代什省、上盧瓦爾省、多姆山省和阿列省接壤。
与马尔克洛接壤的市镇（或旧市镇、城区）包括：沙兰勒孔塔勒、马尼厄欧特里沃、蒙特龙莱班、圣安德烈勒皮、圣西尔莱维涅、圣洛朗拉孔什。
马尔克洛的时区为UTC+01:00、UTC+02:00（夏令时）。

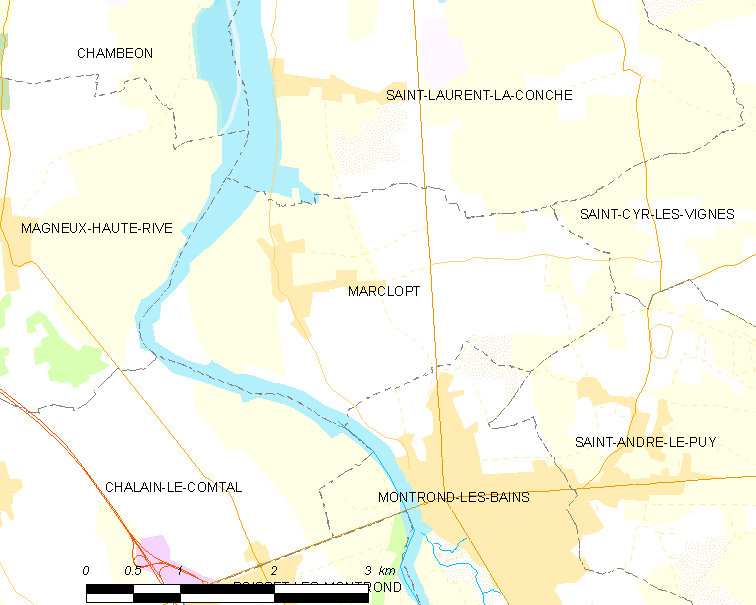
马尔克洛的OSM定位图

## 行政
马尔克洛的邮政编码为42210，INSEE市镇编码为42135。

## 政治
马尔克洛所属的省级选区为弗尔县。

## 交通
卢瓦尔省省道D115线经过镇中心，D1082线经过境内东部。

## 人口

1962-2008年间马尔克洛人口变化图示

马尔克洛于2022年1月1日时的人口数量为550人。